# Baudignécourt
Baudignécourt község Franciaországban, Meuse megyében. Lakosainak száma 63 fő (2018. január 1.). Baudignécourt Delouze-Rosières, Demange-aux-Eaux, Houdelaincourt és Saint-Joire községekkel határos.
2019. január 1-jén Demange-aux-Eaux korábbi községgel egyesült és az így létrejött Demange-Baudignécourt új község része lett.

## Népesség
A település népességének változása:
| Lakosok száma | 111  | 94   | 96   | 97   | 80   | 75   | 71   | 65   | 64   | 63   |
|               | 1968 | 1975 | 1982 | 1999 | 2006 | 2011 | 2013 | 2016 | 2017 | 2018 |